# Narodni trg u Splitu
Narodni trg u Splitu (Pjaca) je gradski trg nastao urbanističkim širenjem grada zapadno od Željeznih vrata Dioklecijanove palače. Time je izvršeno izmještanje glavnog gradskog trga s istoka na zapad, čime je Peristilu ostala funkcija katedralnog trga (Piazza del Duomo), odnosno, glavnog sakralnog trga.

## Izgled i povijest
Tijekom 13. stoljeća srednjovjekovni grad se proširio izvan Dioklecijanove palače, prema zapadu, zbog čega se javila potreba oblikovanja novog gradskog središta. Novi glavni gradski trg oblikovan je na prostoru gdje se nekoć nalazila predromanička crkvica sv. Lovre, zbog čega je nazvan Trg sv. Lovre (Platea Sancti Laurentii). Prvi put se spominje 1225. godine. Bio je obrubljen reprezentativnim zgradama, poput kasnogotičkog kompleksa Kneževa dvora s Komunalnom palačom i vijećnicom te municipalnim kazalištem s tamnicom. Uz zgradu Gradske vijećnice nalazi se renesansna palača Karepić iz 16. stoljeća, koja je povezana s vijećnicom lijepim kasnogotičkim duplim prozorima. Taj urbanistički sklop nalazio se sa sjeverne strane trga, dok se na istoku, uz zidine Palače nalazio sklop palača s romaničkom kulom na kojoj je u 15. stoljeću dograđen sat i renesansna loža gradske straže pregrađena u razdoblju baroka. Na suprotnom dijelu Željeznih vrata nalazi se kasnoromanička palača korčulaskog kneza Ćubrijana Žaninića (Ciprian de Ciprianis), sa slikovitim kutnim heksaforama na katu i kipom sv. Antuna Pustinjaka iz 1394. godine. Na zapadu, trg je zaokružen u jedinstvenu cjelinu s Nakićevom kućom, građenom u stilu bečke secesije, dok je na jugu omeđen zgradom današnje Gradske kavane, zgradom hotela i palačom Pavlović.
Na gradskom trgu bio je i kameni stup za zastavu (štandarac), s gradskim grbom i lavom sv. Marka na podnožju, kao simbolima grada i vrhovne vlasti. Štandarac je bio smješten ispred otvorene lože Komunalne palače, a novi se danas nalazi nešto zapadnije. Trg je više puta bio djelomično popločavan, a u potpunosti je popločan tek 1749. godine.
Nakon naziva Trg sv. Lovre, kasnije se zvao Trg oružja, po zgradi Gradske straže na njemu, a potom Gospodski trg (Piazza dei Signori) te u konačnici Narodni trg.
Godine 1821. gradske vlasti porušile su veći dio sklopa kasnogotičkoga urbanog kompleksa iz 15. stoljeća, uključujući i Knežev dvor, čime je trg dobio svoj današnji oblik. Na trgu se nalazi najstarija splitska knjižara otvorena od 1861. godine, nekoć u vlasništvu obitelji Morpurgo po kojima i danas nosi ime.

## Građevine na trgu
Građevine na trgu, u smjeru kazaljke na satu
- Palača Cambi
- Knjižara Morpurgo (zelena vrata)
- Crkva Gospe od Zvonika
- Palača Ciprianis-Benedetti
- Hotel i kavana Central
- Palača Pavlović
- Kuća Nakić
- Stara gradska vijećnica
- Kapelica sv. Lovre (iznad prolaza)
- Palača Karepić